# Maria Paula Gonçalves da Silva
Maria Paula Gonçalves da Silva (* 11. března 1962 Osvaldo Cruz) je bývalá brazilská basketbalistka přezdívaná "Magic Paula" (čímž mělo být zdůrazněno, že je protějškem Magica Johnsona). Patřila k hlavním hvězdám brazilského ženského basketbalu v jeho vrcholné éře 90. let 20. století. S brazilskou ženskou basketbalovou reprezentací vyhrála mistrovství světa v roce 1994 (kde byla neužitečnější hráčkou turnaje) a získala stříbro na olympijských hrách v Atlantě roku 1996. Zlato má z Panamerických her v roce 1991. Se 723 body je druhou nejlepší střelkyní v historii brazilské reprezentace (po Hortêncii Marcariové). V roce 2006 byla uvedena do síně slávy ženského basketbalu a v roce 2013 do Síně slávy Mezinárodní basketbalové federace. Po skončení sportovní kariéry se věnovala obchodu, pracovala krátce na brazilském ministerstvu sportu a byla ředitelkou Centro Olímpico do Ibirapuera.